# S/2007 (275809) 1
S/2007 (275809) 1 é o objeto secundário do corpo celeste denominado de (275809) 2001 QY297. Ele é um objeto transnetuniano que tem cerca de 144 km de diâmetro e orbita o corpo primário a uma distância de 9 960 ± 31 km.